# Palazzo Malvezzi Campeggi
Il Palazzo Malvezzi Campeggi è un palazzo rinascimentale situato in Via Zamboni 22, all'angolo sud-ovest con via Marsala, nel centro di Bologna. Si trova di fronte alla Basilica di San Giacomo Maggiore e appena a nord-est di Palazzo Magnani. Attualmente ospita la Facoltà di Giurisprudenza dell'Università di Bologna.

## Storia
La costruzione del palazzo iniziò a metà del 1500 su una vecchia struttura appartenuta in precedenza a Giovanni II Bentivoglio. Gli architetti erano Andrea Marchesi, detto Il Formigine, e suo fratello Giacomo. Fu venduto all'antica e nobile famiglia Malvezzi. Il cortile interno presenta i tre ordini di colonne sovrapposte: doriche, ioniche e corinzie con medaglioni raffiguranti i principali imperatori romani. Nell'ingresso si trova una grande statua di Ercole scolpita da Giuseppe Maria Mazza.
Il piano nobile fu progettato solo nel XVIII secolo e affrescato da Carlo Lodi e Antonio Rossi. Alcuni degli affreschi esaltano le prodezze militari dei componenti la famiglia Malvezzi, tra cui Emilio Malvezzi, che combatté per il re Sigismondo II di Polonia. Gli stucchi di Carlo Nessi collegano i simboli araldici delle famiglie Malvezzi e Campeggi, uniti nel 1707 dal matrimonio di Matteo Malvezzi e Francesca Maria Campeggi. Altre stanze furono decorate da Vittorio Bigari, Gioacchino Pizzoli e Giovanni Benedetto Paolazzi. Il cortile rimase danneggiato durante la seconda guerra mondiale e l'intero palazzo fu restaurato negli anni '70 e '80 a cura della Soprintendenza ai beni artistici e storici di Bologna.